# 李壂
李壂（1492年—？），字穉安，河南開封府杞縣人，民籍，明朝政治人物。

## 生平
嘉靖四年（1525年）乙酉科河南鄉試第九名舉人。嘉靖十四年（1535年）中式乙未科會試第二百二十六名，登第三甲第二百零四名進士。官至刑部郎中。

## 家族
曾祖李新，贈工部郎中；祖父李惟聰，字自愚，成化元年乙酉舉人，歷任邳州知州、工部都水司郎中、山西、山東按察司副使；父李倬，母任氏。永感下。兄李堂。弟李塈、李堡、李壑。